# Susanna van Steenwijk

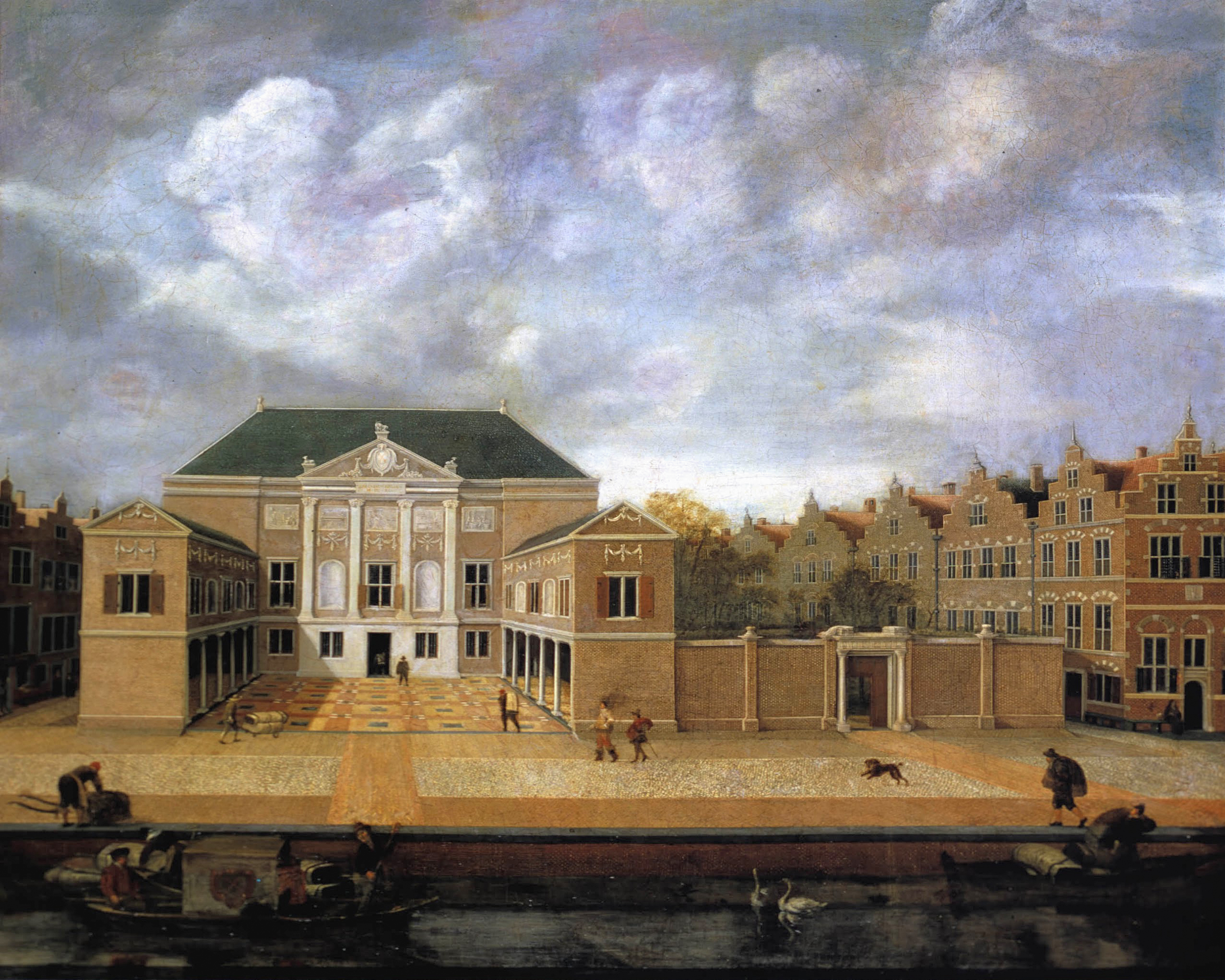
Museum De Lakenhal, 1642

Susanna van Steenwijk, geboren als Susanna Gaspoel (Londen (?), na 1601 - na 25 augustus 1679) was een Nederlandse kunstschilder. 

## Leven en werk
Susanna van Steenwijk werd geboren als dochter van John Gaspoel, haar moeders naam was Clara. Haar ouders waren waarschijnlijk uit Leuven afkomstig en verhuisd naar Engeland waar ze in of nabij Londen woonden. Susanna had een broer John en zuster Clara.
Susanna trouwde tussen 1623 en 1629 in Londen met Hendrik van Steenwijk de Jongere (1580-1649), een architectuurschilder. Ze kregen samen twee zoons, die respectievelijk in Amsterdam (1632) en Leiden (1634) werden gedoopt. 
Waarschijnlijk leerde Susanna het schildersvak van haar man en werkte ze samen met hem in hun atelier. Net zoals haar man concentreerde ze zich op de architectuurschilderkunst. Daarnaast zijn er meer religieuze werken van haar bekend. Een van haar bekendste schilderijen is een voorstelling van de Lakenhal in Leiden. Ook na de dood van haar man in 1649 bleef ze schilderen, waarmee ze een aanzienlijk inkomen voor zichzelf wist te verdienen. Sommigen nemen aan dat zij in 1664 in Amsterdam is overleden. Zij komt echter nog in 1679 in de notariële archieven van Leiden voor.

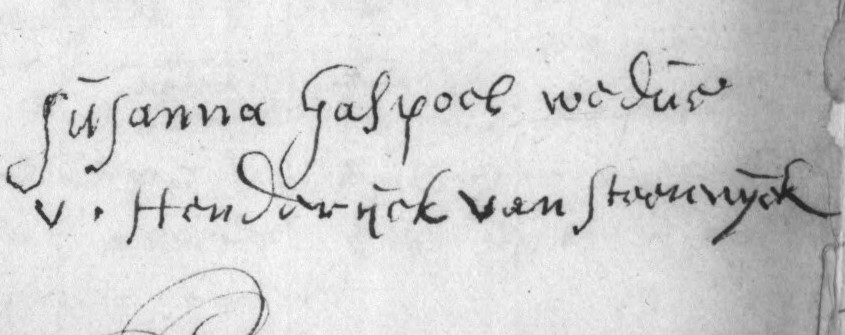
Handtekening Susanna Gaspoel, 25 augustus 1679

- Bibliothèque nationale de France: cb16150013j (data)
- Biografisch Portaal: 28148104
- Digitale Bibliotheek voor de Nederlandse Letteren: stee162
- Gemeinsame Normdatei: 137668694
- International Standard Name Identifier: 0000 0000 7065 4115
- RKD-Nederlands Instituut voor Kunstgeschiedenis: 74872
- Union List of Artist Names: 500051496
- Virtual International Authority File: 96024601
- WorldCat: E39PCjtgWY976qxKjW6wWqQMGd